# Schülervertretung
Die Schülervertretung (kurz SV), teilweise auch Schülermitverantwortung (SMV), historisch Schülerselbstverwaltung (SSV) oder Schülermitverwaltung (SMV), ist ein Organ, in dem Schüler ihre Schulen und das Schulwesen mitgestalten können. Dabei vertreten sie vorrangig die Interessen ihrer Mitschüler.
Ob und in welchem Ausmaß Schülervertretungen in verschiedenen Staaten existieren, variiert stark. In manchen Ländern sind sie gesetzlich verankert, in anderen schulautonom organisiert. Auch ihre Rechte sind sehr unterschiedlich. Während sie etwa in Deutschland oder Österreich starke Mitbestimmungsrechte im Schulleben haben, sind sie in vielen anderen Ländern nicht einmal anerkannt.

## Schülervertretung in Deutschland
Eine Mitwirkung der Schüler im pädagogischen Bereich gab es bereits im 19. Jahrhundert, zum Beispiel in Internaten wie der Landesschule Pforta. In der Weimarer Republik war von Reformpädagogen und vom Bund Entschiedener Schulreformer sogar eine Schülerselbstverwaltung gefordert worden. Diese Forderung wurde im Schulpolitischen Entwurf des Buchenwalder Volksfrontkomitees 1944/45 für den Aufbau eines demokratischen, antifaschistischen Schulsystems in Deutschland erneut aufgegriffen. Zu einer Einrichtung von Schülervertretungen an allen öffentlichen Schulen kam es erst in der Bundesrepublik.
Aufgrund des föderalen Schulsystems in Deutschland unterscheiden sich die Rechte und Pflichten der Schülervertretungen in den Bundesländern stark voneinander. Die Schülervertretung ist meist ein gewähltes Gremium von Schülern einer Schule. Sie verwaltet und organisiert sich autonom und ist dabei den Gesetzen des jeweiligen Bundeslandes unterworfen. Die meisten Ämter werden für ein Schuljahr vergeben.
Häufig wählen dabei die Klassen oder Stufen ihre Klassensprecher oder Schulstufenvertreter, die in der Folge an der Schülerversammlung, auch Schülerrat genannt, teilnehmen und bei dieser den Vorstand der SV wählen (beispielsweise Schülersprecher, Kassenwart und Schriftführer). Alternativ wird der Schülersprecher direkt von allen Schülern gewählt. Schülervertreter haben besondere Rechte. Beispielsweise müssen Schüler, die der Schülervertretung angehören, in einigen Bundesländern vom Unterricht befreit werden, wenn sie einer Tätigkeit für die SV nachgehen, und dürfen aufgrund ihrer Tätigkeit nicht benachteiligt werden.
Die Schülervertretung vertritt die Belange der Schüler gegenüber den anderen Schulinstitutionen (wie der Schulleitung) und ist je nach Bundesland in der Schul- oder Gesamtkonferenz und im Schulvorstand vertreten.

### Kommunale Schülervertretung
In einigen Städten und Landkreisen gibt es eine Bezirksschülervertretung, einen Stadtschülerrat oder eine Kreisschülervertretung (die Bezeichnung variiert je nach Bundesland). In diesen kommunalen Schülervertretungen treffen sich Schülersprecher, teilweise auch gewählte Verbindungslehrer und/oder gewählte Schüler der einzelnen Schulen, beispielsweise zur Planung von stadt- bzw. kreisweiten, also schulübergreifenden, Aktionen. In manchen Städten haben diese Schülervertretungen auch einen beratenden Sitz im entsprechenden Ratsausschuss. Die Stadt-/Kreisschülervertretungen müssen in einigen Bundesländern auch bei beispielsweise den Schulentwicklungsplänen oder vor Neueröffnung von Projektschulen angehört werden. Die kommunalen Schülervertretungen besitzen zudem einen Vorstand, welcher sich meist aus dem Kreis-, Bezirks- oder Stadtschülersprecher, dessen Vertreter und gewählten Beisitzern zusammensetzt. Der Vorstand bildet das höchste beschlussfassende Gremium der Schülerschaft auf Kreis- bzw. Stadtebene. Eine kommunale Schülervertretung wählt Delegierte für die überregionale Schülervertretung.

### Überregionale Schülervertretung
In allen Bundesländern gibt es ein gesetzlich vorgeschriebenes Schülervertretungsgremium auf Landesebene. Bayern führte dies mit der Gründung des Landesschülerrats 2008 als letztes Bundesland ein.
Auf Bundesebene ging 2004 die Bundesschülerkonferenz (BSK) aus der 1984 gegründeten Bundesschülervertretung (BSV) hervor, welche sich kurz darauf nach internen Konflikten auflöste. In der Bundesschülerkonferenz sind derzeit (November 2024) 10 der 16 Landesschülervertretungen organisiert.
Die Bundesschülerkonferenz wurde ursprünglich zum Zwecke des Austauschs zwischen den Landesschülervertretungen gegründet. Bildungspolitischen Stellungnahmen werden im Konsensprinzip beschlossen. Die BSK ist, ebenso wie zuvor die BSV, gesetzlich nicht anerkannt. Sie wird jedoch seit 2023 durch das Bundesministerium für Bildung und Forschung mit einer jährlichen Förderung ausgestattet.

## Schülervertretung in Österreich
Österreich ist das einzige Land der Welt, in dem die Schülervertretung bundesgesetzlich gesichert und verankert ist. Sie ist zudem eine der stärksten weltweit. Auf Ebene der Schule, des Bundeslands und des Staats existieren verschiedene Arten der Schülervertretung. Auf jeder dieser Ebenen ist der Schülervertretung ein Organ der Schulverwaltung zugeordnet (auf Schulebene der Schulgemeinschaftsausschuss, auf Landesebene der Landesschulrat und auf Bundesebene das Unterrichtsministerium).

### Klassenebene
Ein Klassensprecher ist der Vertreter einer Schulklasse und damit Teil der Schülervertretung. Er wird – meist zusammen mit einem Stellvertreter – zu Beginn des Schuljahres für ein Jahr direkt und geheim von der gesamten Klasse aus deren Mitte gewählt.
Teilzeitschüler im beruflichen Schulwesen wählen hingegen einen Tagessprecher, da sie oftmals nur an einem oder zwei Tagen der Woche in der Schule sind.

### Schulebene
In jeder mittleren, höheren oder Berufsschule in Österreich sind innerhalb der ersten fünf Schulwochen am Beginn eines Jahres (Ausnahmen bilden lehrgangsmäßige Berufsschulen) Schülervertreter zu wählen. Jeder Schüler der Schule ist aktiv wie passiv wahlberechtigt. Gewählt wird mit Wahlpunkten, der Kandidat mit den meisten Erststimmen ist Schulsprecher, bis zu fünf weitere Vertreter werden nach Wahlpunkten gereiht. Alle Mitglieder der Schülervertretung sind für ein Jahr gewählt.
Die Schülervertretung ist im Schulgemeinschaftsausschuss vertreten. Hier sind die ersten drei Schülervertreter neben drei Lehrervertretern und drei Elternvertretern stimmberechtigt. Der Schulgemeinschaftsausschuss ist ein wichtiges Gremium des Schullebens. In ihm werden viele Fragen des Schullebens, wie beispielsweise die Hausordnung oder schulautonome Regelungen, beschlossen. Der Schulsprecher hat darüber hinaus das Recht, in der Wahl zur Landesschülervertretung seine Stimme abzugeben oder sich durch einen seiner beiden Stellvertreter vertreten zu lassen. Die Rechte der Schülervertretung darüber hinaus sind weitgehend und reichen von der Einberufung von Klassensprechersitzungen zum Recht auf Teilnahme an Lehrer- und Disziplinarkonferenzen, Anhörung und Redebeiträge. Fehlen Schülervertreter im Unterricht aufgrund von Tätigkeiten für die Schülervertretung, ist dies zu entschuldigen/genehmigen.

### Landesebene
Die Landesschülervertretungen in Österreich bilden sich aus drei Schularten, den allgemeinbildenden höhere Schulen (AHS), berufsbildenden mittleren und höheren Schulen (BHS) sowie den Berufsschulen (BS). Für jede Schulart werden vier bis acht Mitglieder (je nach Größe des Bundeslands) und gleich viele Ersatzmitglieder einmal jährlich gewählt. Aktiv wahlberechtigt sind die Schulsprecher für ihre jeweilige Schulart, passiv wahlberechtigt die Schulsprecher sowie ihre ersten beiden Stellvertreter. Ähnlich wie auf Schulebene wird mit Wahlpunkten gewählt, der Kandidat mit den meisten Wahlpunkten in der jeweiligen Schulart wird zum Landesschulsprecher gewählt.
Die Landesschülervertretungen setzen sich also aus drei Landesschulsprechern, neun bis 21 weiteren Mitglieder sowie zwölf bis 24 Ersatzmitgliedern zusammen. Der Landesschülervertretung obliegt die Vertretung der Schüler als Landesebene gegenüber dem Landtag und der Bildungsdirektion. In den meisten Fällen kandidieren Teams der drei bundesweit vertretenen österreichischen Schülerorganisationen, der Aktion Kritischer Schülerinnen und Schüler (AKS), der Schülerunion (SU) und der JUNOS Schüler:innen (JUNOS).
Die drei Landesschulsprecher sind berechtigt, an der Wahl zum Bundesschulsprecher und dessen Stellvertretern teilzunehmen. Außerdem haben sie bei Schulthemen ein beratendes Stimmrecht (bis auf Tirol) im ständigen Beirat der Bildungsdirektion. Alle sind für ein Jahr gewählt.

### Bundesebene
Die Bundesschülervertretung setzt sich mit Stand von 2018 aus den drei Landesschulsprechern aller neun österreichischen Bundesländer sowie zwei Vertretern der Zentrallehranstalten (ZLA), also insgesamt aus 29 Mitgliedern zusammen. Diese wählen unter sich einen Bundesschulsprecher sowie Bereichssprecher in den Bereichen AHS, BMHS und BS. Der Bundesschulsprecher ist für ein Jahr gewählt und ist berechtigt, bei Verhandlungen über Schulthemen vom Bundesminister für Unterricht angehört und beigezogen zu werden.

### Sonstige Gremien der Schülervertretung
- Schulgemeinschaftsausschuss, zusammen mit Vertretern des Lehrkörpers und der Elternschaft, gesetzlich verankertes Gremium für mittlere und höhere Schulen
- Daneben gibt es autonome Vertretungen im Kontext Mitbestimmung der Schüler, wie das Konzept Schülerparlament.
- An Alternativschulen sind demokratischere Ansätze der Schülervertretung allgemein üblich.

## Schülervertretung in der Schweiz
In der Schweiz sind aufgrund des föderalen Schulsystems und weitgehender Schulautonomie die Schülervertretungen an jeder Schule unterschiedlich. Es gibt kein Gesetz, das die Schülervertretung rechtlich verankert. 1991 wurde die Union der Schülerorganisationen CH/FL (USO) gegründet, die als Dachverband lokale Schülervertretungen vertritt. Derzeit sind etwa 90 Schülervertretungen Mitglied in der USO.

## Vernetzung von Schülerorganisationen auf Europaebene
Europaweit haben sich nationale Schülerorganisationen im Organising Bureau of European School Student Unions (OBESSU) organisiert. Jedes Mitglied der OBESSU entsendet Delegierte. Für Österreich ist die Aktion Kritischer Schülerinnen und Schüler Mitglied der OBESSU, für die Schweiz die Union der Schülerorganisationen CH/FL. Deutschland stellt zurzeit kein stimmberechtigtes Mitglied, der Verein Bildungswerk für Schülervertretung und Schülerbeteiligung aus Deutschland ist jedoch assoziiertes Mitglied.
Eine um 2014 entstandene Organisation, die ebenfalls Schülerorganisationen europaweit vereint, stellt EUPAS dar. Die Schülerunion repräsentiert hierbei Österreich.